# 会理会议
会理会议，是中国共产党领导的红一方面军在遵义会议后，1935年5月12日在四川会理召开的一次中共中央政治局扩大会议。

## 前奏
1935年1月29日－5月9日，毛泽东指挥红一方面军“四渡赤水”以摆脱国军的围追堵截。1月30日（一渡赤水后的第二天），红一军团林彪和政委聂荣臻致电总司令朱德，内容包括“自西渡赤水后，部队走小路爬高山绕道太多”。
由于毛泽东来回调动部队，且红一方面军在土城战斗、鲁班场战斗、习水战斗等皆表现不佳，不少干部和士兵尤其对路走多了有意见。中央军委派刘少奇和陈云下去了解情况，红三军团军团长彭德怀和刘谈了军队的情况，包括“应摆脱堵、侧、追四面环敌的形势，选择有利的战机打一两个胜仗，转入主动”，未抱怨多走路。红四师政委黄克诚对刘表达了对土城战斗的不满，还直接把意见写信给中央。刘少奇将了解到的情况整理好加上自己的意见，拟了电稿给中央军委，拿给彭德怀和杨尚昆签字，彭觉得与自己的看法不同没签，电报以刘、杨的名义发出。
4月23日，林彪和聂荣臻致电朱德，内容包括“须尽可能避免走‘弓背路’，而宁可对不大的敌人（守碉的）采取以一部监视，掩护主力取捷径通过的办法”。4月26日，彭德怀发的电报内容包括“因我军行动错失争取平藜盘县的良机，使战略陷于不利地位”“争取休息几天，解决一切刻不容缓的事件”。
5月初，中革军委决定分三路抢渡金沙江，林彪所部受令从龙街渡口渡江，其先头红一师在渡口折腾了两天因水流太急和无器材架桥设桥失败，由于林彪和师长李聚奎沟通不好，林少有的骂了娘，冷静下来听取报告后他向军委反映。当日朱德复电：“我一军团务必不顾疲劳，于7日兼程赶到皎平渡，8日黄昏前渡江完毕，否则有被割断的危险。”聂荣臻回忆：“这一夜走的简直不是路，路在一条急流之上，上面尽是一些似乎是冰川时代翻滚下来的大石头，石头又很滑。我们一夜过了48次急流，净在石头上跳来跳去。摔倒的人很多。一夜赶了120里地，疲劳极了。”
5月11日，林彪当着聂荣臻、左权、罗瑞卿、朱瑞的面打电话给彭德怀：“现在的领导不成了，你出来指挥吧。再这样下去，就要失败。我们服从你领导，你下命令，我们跟你走。”彭不答应，林又写了长信给中共中央“三人小组”，内容包括：
这段时间以来，部队在云贵川边东奔西拐，行军太多，而且走了许多不必要的弓背路。部队弄得精疲力竭。这样下去，部队会拖垮。毛泽东指挥部队不合适，建议换一个人指挥，以改变目前的困境。毛泽东、周恩来、朱德几个军委负责人不要直接指挥军队，前线指挥最好叫彭德怀负责。
林彪把信给聂荣臻、参谋长左权、朱瑞和罗瑞卿看过后让他们签名，都被拒绝，他就签了自己的名发上去。

## 会理会议
5月12日，中共中央政治局扩大会议在四川会理召开，中共中央总书记张闻天主持，与会的还有朱德、陈云、周恩来、张闻天、博古、王稼祥、邓发、凯丰、林彪、聂荣臻、彭德怀、杨尚昆以及共产国际军事顾问李德等。
时任中共中央秘书长的刘英回忆：“闻天就简略地把他听到的各处反映，对军事指挥上的不同意见提出来，请大家讨论。彭德怀把意见倒了出来，林彪也讲了。在这之前已有林彪的信，加上会上这些意见，毛主席听了大发脾气，批评彭德怀右倾，说林的信（和刘、杨的电报）是彭鼓动起来的。我印象中会上争得面红耳赤，搞得很僵。”杨尚昆回忆：“会上，毛主席非常生气，讲话很多，主要是批评林彪……（说）在当时这种情况下，不走‘弓背’走‘弓弦’行吗？”“对于战略战术的问题，你是个娃娃，你懂得什么？”彭德怀在庐山会议后被关押后写的材料写道：“我也批评了林彪的信：遵义会议才改变领导，这时又提出改变前敌指挥是不妥当的；特别提出我，则更不适当。林彪当时也没有说他的信与我无关。”周恩来、朱德等发言支持毛泽东，会议决定立即北上同红四方面军会合。
彭德怀回忆从1935年至1959年，毛泽东曾四次提起会理会议之事，他都没有去向毛申明此事。

## 影响
1941年6、7月间，毛泽东在一次小型谈话会上当面批评张闻天在“会理会议以前严重的政治动摇”“挑拨军队领导同志林彪、彭德怀反对‘三人团’”。1943年9月，毛又在政治局会议上提及此事。张趁当时中央领导集中在延安的机会，专门进行了一番调查“终于弄清原来是有一位同志信口开河乱说的”，张写了5万多字的材料向毛澄清，附了《林、彭二同志关于此事的正式声明》，表示会理会议上他的报告大纲是同毛泽东、王稼祥商量过的。当时张的政治秘书刘英回忆：“我清楚地记得，毛主席到我们窑洞来送还笔记的情景。他真诚而高兴地对闻天说：‘我一口气把它读完了，写得很好！’闻天听了心情舒坦，认为毛主席终究是了解他的，误会也可以从此消除了。”1959年春，毛在一次会议上当着林彪的面提起林写信引起的风波，林笑着说：“当时走得太疲劳了，就冲动，就骂娘。”毛也没有再说什么。
1959年7月2日，庐山会议召开，毛泽东和彭德怀、张闻天等就大跃进运动产生的分歧升级化，毛一件一件事的攻击彭历史上的多次与自己不合，与会的李锐描述：“谈到会理会议时，因当事人面对面，林彪不能不说实话：他当时写信给中央，要毛、朱、周离开军事指挥岗位，由彭德怀指挥作战，事前并没有同彭德怀商量过，与彭德怀无关。这使彭德怀得到点安慰：总算澄清了20多年的一个误会。”